# 黄胸山雀
黄胸山雀（学名：Cyanistes cyanus flavipectus），一种雀形目鸟类，为灰蓝山雀（Cyanistes cyanus）的一个亚种，分布于中亚西南部和阿富汗、巴基斯坦。
有学者基于黄胸山雀与灰蓝山雀在形态上的明显不同、两者间的杂交类型有限而将它们分别作为两个不同的独立种。然而多数学者鉴于这两种的繁殖分布区重叠、而且在重叠分布区内有中间类型出现，因而将黄胸山雀作为灰蓝山雀的一个亚种。目前大部分资料将本种视为灰蓝山雀的一个亚种。

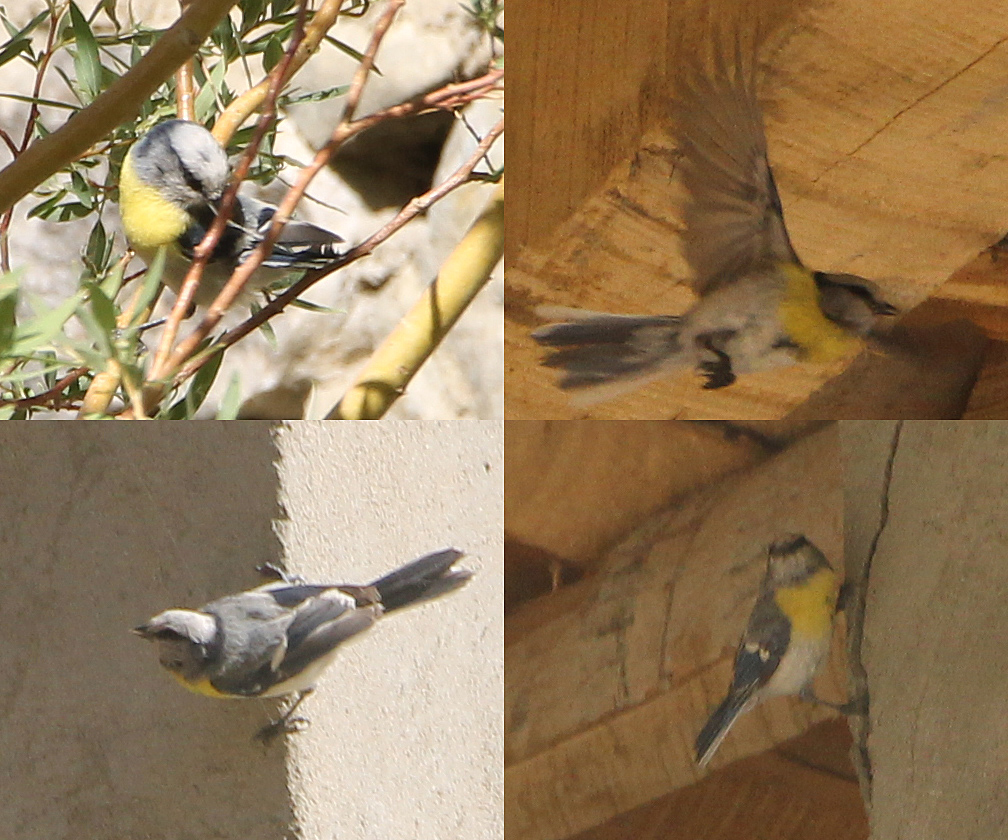